# Secret Origins
Secret Origins è il titolo di numerose serie a fumetti pubblicate da DC Comics che hanno presentato le storie delle origini di altrettanti personaggi.

## Storia di pubblicazione
Secret Origins fu pubblicato per la prima volta come auto conclusivo nel 1961 e conteneva del materiale ristampato. Il fumetto divenne una serie nel febbraio-marzo 1973 che durò sette numeri terminando in ottobre-novembre 1974. Il fumetto fu utilizzato su varie compilations di storie sulle origini inclusa Limited Collectors' Edition n. C-39 (ottobre-novembre 1975) e n. C-45 (giugno-luglio 1976) così come DC Special Series n. 10 (1978) e n. 19 (inverno 1979). La sua più nota incarnazione fu una serie di 50 numeri che fu pubblicata da aprile 1986 ad agosto 1990 più tre Annuals e uno Special. Solitamente, ogni numero avrebbe fatto chiarezza sulle origini post-Crisi di un alcuni personaggi, solitamente. Roy Thomas fu lo scrittore/consulente editoriale iniziale della serie; successivi numeri furono sotto la sorveglianza di Mark Waid. Altri tre specials seguirono tra il 1998 e il 1999. Nel 2004, ritornò al formato ristampato con uno special Weird Secret Origins in cui comparirono Dottor Fate, Lo Spettro, Animal Man, Incantatrice, Metamorpho, Congorilla, El Diablo e il Mondo Bizzarro.
Una nuova incarnazione mensile si concentrò sui personaggi in The New 52, lanciato nell'aprile 2014 con la data di copertina "giugno 2014". Il primo numero vide le origini di Superman, Supergirl e la versione Dick Grayson di Robin. Questa serie fu terminata con il n. 11 (maggio 2015) in vendita marzo 2015.

## Personaggi comparsi nella serie 1986-1990
- 1 (aprile 1986): La versione di Superman di Terra-Due; questo fu inteso come un tributo alla versione originale del personaggio, in quanto la versione più recente di Superman fu poi introdotta da John Byrne nella miniserie Man of Steel; illustrazioni dei disegnatori del Superman della Golden Age, Wayne Boring e Jerry Ordway.
- 2 (maggio 1986): Blue Beetle, sia la versione Dan Garrett che quella di Ted Kord; illustrazioni di Gil Kane.
- 3 (giugno 1986): Capitan Marvel accreditato dal fumetto Shazam!; una storia rinarrata dalle pagine di WHIZ Comics n. 2, sebbene aggiornata ai nostri tempi. Molto di questo fumetto fu cambiato nella serie Legends e lo stesso Thomas lo avrebbe retcon-nesso qualche mese più tardi in SHAZAM! The New Beginning, e tutto ciò che fu cambiato da Jerry Ordway nel suo fumetto Il Potere di Shazam!.
- 4 (luglio 1986): Firestorm (Ronnie Raymond).
- 5 (agosto 1986): Il Crimson Avenger originale; illustrazioni di Gene Colan.
- 6 (settembre 1986): Halo degli Outsiders; il Batman di Terra-Due. Questo fu il primo numero doppio.
- 7 (ottobre 1986): Guy Gardner; il Sandman della Golden Age Wesley Dodds
- 8 (novembre 1986): Shadow Lass; Doll Man.
- 9 (dicembre 1986): lo Star-Spangled Kid (Skyman) originale e Stripesy; il Flash originale.
- 10 (gennaio 1987): Lo Straniero Fantasma. Questo fu un collegamento a Legends che vide quattro possibili origini per il personaggio; una di Mike Barr e Jim Aparo fu una variazione sul mito dell'Ebreo errante, mentre un'altra di Alan Moore e Joe Orlando postulò che lo Straniero fosse un angelo caduto.
- 11 (febbraio 1987): l'Hawkman della Golden Age; Power Girl. Entrambe le storie presentate furono retcon-nesse, in quanto le origini di Power Girl furono ridefinite da Geoff Johns nelle pagine di JSA Classified che servì come mezzo per la costruzione di Crisi Infinita.
- 12 (marzo 1987): I Challengers of the Unknown; Fury.
- 13 (aprile 1987): Nightwing (illustrazioni di Erik Larsen); Johnny Thunder e il suo Thunderbolt; Whip.
- 14 (maggio 1987): Suicide Squad. Un'altra connessione a Legends, servì da prequel alla serie successiva e fu scritta dallo scrittore di quella serie, John Ostrander.
- 15 (giugno 1987): Lo Spettro; Deadman.
- 16 (luglio 1987): Hourman; Warlord; 'Mazing Man.
- 17 (agosto 1987): Adam Strange; Dottor Occult.
- 18 (settembre 1987): la Lanterna Verde della Golden Age, Alan Scott; Creeper.
- 19 (ottobre 1987): Zio Sam; Guardiano.
- 20 (novembre 1987): Batgirl; Dottor Mid-Nite.
- 21 (dicembre 1987): Jonah Hex; Black Condor.
- 22 (gennaio 1988): i Manhunters. Questo fu un collegamento con Millennium poiché ne fu il fumetto successivo, e allineato alle varie storie dei personaggi con il nome di Manhunter.
- 23 (febbraio 1988): i Guardiani dell'Universo scritto da Todd Klein; Floronic Man, scritto da Rick Veitch.
- 24 (marzo 1988): Dottor Fate; Blue Devil. Mark Waid divenne editore con questo numero.
- 25 (aprile 1988): la Legione dei Super-Eroi (ora apocrifi); l'Atomo della Golden Age.
- 26 (maggio 1988): Black Lightning; Miss America.
- 27 (giugno 1988): Zatanna, suo padre Zatara, e Dottor Mist.
- 28 (luglio 1988): Midnight illustrazioni di Gil Kane; Nightshade illustrazioni di Rob Liefeld. Le origini di Nightshade raddoppiarono come introduzione/sfondo alla storia di tre numeri Suicide Squad dove tornò al suo paese di origine per salvare suo fratello.
- 29 (agosto 1988): L'Atomo; Red Tornado Ma Hunkel; questa fu l'ultima storia di Sheldon Mayer; Mr. America (alias Americommando).
- 30 (settembre 1988): Plastic Man; Elongated Man.
- 31 (ottobre 1988): la Justice Society of America. Una storia lunga un fumetto, e l'ultimo contributo di Roy Thomas alla serie escludendo la Grim Ghost Story nel n. 42.
- 32 (novembre 1988): la Justice League. In una storia lunga un fumetto di Keith Giffen e Peter David, qui la Justice League (originale) era formata da Lanterna Verde (Hal Jordan), Flash (Barry Allen), Aquaman, Martian Manhunter e Black Canary. Superman e Batman non sono mai stati membri fondatori, ae la continuità rivisitata di Wonder Woman la precluse da questa. Gli eventi descritti furono successivamente espansi in JLA: Anno Uno e JLA: Incarnations.
- 33 (dicembre 1988): Fire, Ice e Mister Miracle. Questo e i due numeri successivi ebbero a che fare con i membri della Justice League International.
- 34 (inverno 1988): Capitan Atomo, G'nort e Rocket Red.
- 35 (vacanze natalizie 1988): Booster Gold, Maxwell Lord, e Martian Manhunter resero apocrifi gli eventi e le rivelazioni nelle storie individuali successive di J'onn J'onnz.
- 36 (gennaio 1989): La Lanterna Verde Hal Jordan in una storia di Jim Owsley; una storia di Poison Ivy scritta da Neil Gaiman.
- 37 (febbraio 1989): La Legione degli Eroi Sostituti; il Dottor Light originale.
- 38 (marzo 1989): Freccia Verde e Speedy.
- 39 (aprile 1989): una storia di Animal Man scritta da Grant Morrison; Man-Bat.
- 40 (maggio 1989): tutti i gorilla e primati, informazioni su Congorilla, sul Detective Chimp, e Gorilla Grodd.
- 41 (giugno 1989): i Nemici - Mago del Tempo, Heat Wave, Trickster, il Pifferaio, Capitan Boomerang, e Capitan Cold.
- 42 (luglio 1989): Phantom Girl; Gay Ghost/Grim Ghost.
- 43 (agosto 1989): Hawk e Dove originali; Cave Carson; Chris KL-99.
- 44 (settembre 1989): Clayface I, II e III. Questo numero fornì informazioni di sfondo per una storia che comparve in Detective Comics dal n. 604 al n. 607, dal titolo The Mud Pack.
- 45 (ottobre 1989): Blackhawk; El Diablo.
- 46 (dicembre 1989): il quartier generale della Justice League della Silver Age (storia di Grant Morrison), la Titans Tower dei New Titans, e il 'rocketship clubhouse' della Legione dei Super Eroi. Fa qui la sua prima comparsa Arm Fall Off Boy.
- 47 (febbraio 1990): i Legionari deceduti Ferro Lad, Karate Kid e Chemical King.
- 48 (aprile 1990): Ambush Bug, Stanley e il Suo Mostro, Rex il Cane Meraviglia, e i Gemelli Trigger.
- 49 (giugno 1990): Bouncing Boy, la Newsboy Legion, e Silent Knight.
- 50 (agosto 1990): un ultimo numero di 96 pagine. Questo consistette di una prosa che raccontò del primo incontro di Dick Grayson con Batman, di Dennis O'Neil e George Pérez; il primo incontro del Flash della Golden Age con quello della Silver Age, di Grant Morrison; come Johnny Thunder (eroe del west) divenne un eroe; la storia definitiva di Black Canary; e le storie dietro Dolphin e lo Space Museum.

### Annuals e specials
- Annual n. 1 (1987): la Doom Patrol, illustrazioni di John Byrne; Capitan Comet.
- Annual n. 2 (1988): il secondo e il terzo Flash (Barry Allen e Wally West).
- Annual n. 3 (1989): i Teen Titans. Questo fu un tributo dell'anniversario da parte di George Pérez, Tom Grummett, Irv Novick, Dave Cockrum, Kevin Maguire e Colleen Doran. Incluse anche cinque pagine di Who's Who con informazioni su Flamebird, Golden Eagle, Bumblebee, Herald, l'Antitesi e Gargoyle.
- Special n. 1 (1989): il Penguino di Alan Grant e Sam Kieth, l'Enigmista di Neil Gaiman, Matt Wagner e Bernie Mireault, e Due-Facce di Mark Verheiden e Pat Broderick.

In aggiunta, ci fu un tardivo Secret Origins 80-Page Giant nel 1998 (ISBN 1-56389-440-8), che si concentrò sui membri della Young Justice.

## Raccolte
Alcuni numeri della seconda serie furono raccolti in un'edizione cartonata insieme ad altro materiale e alcuni lavori originali nel 1989, Secret Origins, ma il titolo ufficiale come confermato nell'indice del fumetto fu dato come Secret Origins Of The Greatest Super-Heroes (ISBN 0930289501). L'attenzione fu spostata sui maggiori personaggi DC: le origini della Justice League (n. 32), Flash (Barry Allen, tratto da Secret Origins Annual n. 2), Lanterna Verde (Hal Jordan, dal n. 36), J'onn J'onzz (dal n. 35) e Superman (tratto da The Man of Steel n. 6). Ci fu anche una nuova rinarrazione delle origini di Batman, L'Uomo che Cadde, di Dennis O'Neil e Dick Giordano; questa storia successivamente servì come citazione ispiratrice per il film Batman Begins del 2005.

## Personaggi comparsi nella serie 2014-2015
- 1 (giugno 2014): Superman, Robin (Dick Grayson), Supergirl
- 2 (luglio 2014): Batman, Aquaman, Starfire
- 3 (agosto 2014): Lanterna Verde (Hal Jordan), Batwoman (Kate Kane), Red Robin (Tim Drake)
- 4 (settembre 2014): Harley Quinn, Freccia Verde, Damian Wayne
- 5 (ottobre 2014): Cyborg, Cappuccio Rosso (Jason Todd), Mera
- 6 (dicembre 2014): Wonder Woman, Deadman, Sinestro
- 7 (gennaio 2015): Flash, Cacciatrice, Superboy
- 8 (febbraio 2015): Dick Grayson, Animal Man, Katana
- 9 (marzo 2015): Swamp Thing, Power Girl, Lanterna Verde (John Stewart)
- 10 (aprile 2015): Batgirl, Firestorm, Poison Ivy
- 11 (maggio 2015): Black Canary, Guy Gardner, John Constantine

### Raccolte della serie 2014–2015
- Secret Origins Volume 1 - contiene Secret Origins (vol. 3) numeri da 1 a 4 (febbraio 2015)
- Secret Origins Volume 2 - contiene Secret Origins (vol. 3) numeri da 5 a 11 (agosto 2015)

## Secret Origins of Super-Heroes
Durante 52, le Settimane dalla 12 alla 51 videro al proprio interno due pagine di origini di vari super eroi, scritti da Mark Waid. Le origini presentate furono:
- Settimana 12: Wonder Woman[17]
- Settimana 13: Elongated Man[18]
- Settimana 14: Metamorpho[19]
- Settimana 15: Acciaio[20]
- Settimana 16: Black Adam[21]
- Settimana 17: Lobo[22]
- Settimana 18: Question[23]
- Settimana 19: Animal Man[24]
- Settimana 20: Adam Strange[25]
- Settimana 22: Lanterna Verde[26]
- Settimana 23: Wildcat[27]
- Settimana 24: Booster Gold[28]
- Settimana 25: Nightwing[29]
- Settimana 26: Hawkman e Hawkgirl[30]
- Settimana 27: Black Canary[31]
- Settimana 28: Catman[32]
- Settimana 30: Metal Men[33]
- Settimana 31: Robin[34]
- Settimana 32: Blue Beetle[35]
- Settimana 33: Martian Manhunter[36]
- Settimana 34: Zatanna[37]
- Settimana 36: Power Girl[38]
- Settimana 37: Firestorm[39]
- Settimana 38: Red Tornado[40]
- Settimana 39: Mr. Terrific[41]
- Settimana 41: Starfire[42]
- Settimana 42: Freccia Verde[43]
- Settimana 43: Plastic Man[44]
- Settimana 46: Batman[45]
- Settimana 47: Teen Titans[46]
- Settimana 48: Birds of Prey[47]
- Settimana 49: Justice Society of America[48]
- Settimana 51: Justice League of America[49]

## Secret Origins of Super-Villains
A cominciare dal n. 37 ogni numero di Countdown vide le origini dei super criminali, scritte da Scott Beatty. Le origini presentate furono:
- Numero 37: Poison Ivy[50]
- Numero 36: Deathstroke[51]
- Numero 35: Parallax[52]
- Numero 34: Lex Luthor[53]
- Numero 33: Enigmista[54]
- Numero 32: Eclipso[55]
- Numero 31: Joker[56]
- Numero 30: Generale Zod[57]
- Numero 29: Penguino[58]
- Numero 28: Trickster[59] e il Pifferaio[60]
- Numero 27: Due-Facce[61]
- Numero 25: Killer Frost[62]
- Numero 24: Desaad[63]
- Numero 23: Mr. Mxyzptlk[64]
- Numero 22: Deadshot[65]
- Numero 21: Nonnina Bontà[66]
- Numero 20: Mr. Mind e la Società dei Mostri del Male[67]
- Numero 19: Spaventapasseri[68]
- Numero 18: Dr. Light[69]
- Numero 17: Monarch[70]
- Numero 16: Sinestro[71]
- Numero 15: Doomsday[72]
- Numero 14: Gorilla Grodd[73]
- Numero 13: Cyborg Superman[74]
- Numero 12: Circe[75]
- Numero 11: Solomon Grundy[76]
- Numero 10: Harley Quinn[77]
- Numero 9: Black Manta[78]
- Numero 8: Bizarro[79]
- Numero 7: Bane[80]
- Numero 6: Felix Faust[81]
- Numero 5: Mr. Freeze[82]
- Numero 4: Ra's al Ghul[83]
- Numero 3: Amazo[84]
- Numero 2: Darkseid[85]